# Criștelec, Sălaj
Criștelec (în maghiară Kerestelek) este un sat în comuna Măeriște din județul Sălaj, Transilvania, România. Este atestat documentar din 1257.

## Prezentare generală
Este situat în partea de vest a județului Sălaj la 11 Km de Șimleu Silvaniei și la 40 km (25 mi) de municipiul Zalău.

## Istorie
Satul Criștelec este atestat documentar din 1257, cu denumirea de Keresteleke. Actuala denumire o primește în anul 1919, nume care se crede că vine de la cetatea Kiris, menționată în unele monografii ale acestor locuri. La locul numit „Fântâna Feciorilor”, odinioară, feciorii satului își găseau loc de refugiu când urmau să fie luați la oaste. Preotul din Criștelec Popa Florea la anul 1669 a scris un Ceaslov. Într-un manuscris, care, în prezent, se găsește la Academia Română, sunt scrise următoarele: „scris-am eu, Popa Florea, locuitoru în Criștelec, această carte anume Ceasoslovăț, la bătrânețele mele, în 1669”, având el vârsta, pe-atunci, de 70 de ani.

Biserica de lemn din Criștelec

Biserica de lemn din Criștelec a fost ridicată în anul 1785 și a funcționat ca biserică parohială până în anul 1955, când a fost înlocuită de actuala biserică de zid. Biserica de lemn din Criștelec era așezată pe dealul unde în prezent se află cimitirul. Pe locul unde era altarul a fost așezată o cruce.
În sec. al XIX-lea este amintit preotul dascăl Vasile Vaida, iar înspre anii 1900, bătrânii vorbeau de preotul Ungur Ioan. Începutul sec. al XX-lea îl găsește ca paroh pe preotul Avram Dragoș, care, în anul 1900, zidește actuala casă parohială, care este cel mai vechi edificiu din sat. In 1908, potrivit Schiței monografice a Sălagiului, Criștelecul avea "132 fumuri cu 778 suflete de religiunea greco-catolică". Pe 29 mai 1910, ora 11:30, in Criștelec, este miting electoral al lui Victor Deleu. În noiembrie 1918, s-a format gardă națională Criștelec, sub conducerea lui Florian Dragoș. Din anul 1919 până în 1933 păstorește preotul Ioan Olteanu, iar din 1933 preotul Gheorghe Șinca, cel care a ridicat și actuala biserică. In ultimii 120 de ani, Parohia Criștelec a fost păstorită de doar 4 preoți. 
Greco-catolicii din Criștelec, care formau majoritatea locuitorilor satului până în 1948, au fost obligați de regimul comunist să renunțe la Biserica Română Unită cu Roma, Greco-Catolică. Actuala biserică a fost construită în perioada 1950-1953, sub preotul Gheorghe Șinca, și a fost târnosită la 18 noiembrie 1973, de episcopul Oradiei Vasile Coman. Între septembrie 1956 și august 1957, Teofil Mirgheșiu (n. 1938) a fost profesor la Școala Criștelec, despre care scrie într-o carte a sa. La Criștelec, Teofil Mirghesiu începe cariera sa de o jumătate de secol de profesor în Sălaj (1956-2007).
Până în 1970 s-a reușit doar să se tencuiască în interiorul și exteriorul bisericii Criștelec. Lucrările de pictură, executate de pictorul Valentin Muste, s-au desfășurat între 1986 și 1987. În 1988 s-a înlocuit padimentul cu dușumea din brad, s-au confecționat uși noi și lambriuri din stejar. În 1998 s-au înlocuit geamurile cu ferestre termopan pe suport de stejar. În 1997 s-a realizat un sistem de încălzire cu aerotermă, iar în 2008 s-a trecut la încălzirea cu centrală termică pe combustibil solid. În 2009 au avut loc lucrări de subzidire și revopsire în exterior, pereții bisericii fiind degradați în urma mai multor inundații. Pe 8 mai 2011, episcopul ortodox Petroniu Florea, a resfințit biserica din parohia Criștelec, avand preot pe Ștefan Boldea (care și-a început activitatea în 1975).
Aici a existat o comunitate de evrei, ca dovada sunt mormintele acestora.
La recensământul din 2002, erau 607 locuitori, din care: 298 barbati și 309 femei.

## Economia
- locuitorii se ocupa cu agricultura
- in sat se găsesc 2 magazine alimentare, 3 biserici, o școală cu clasele I-IV

## Imagini